# David M. Sabatini
David M. Sabatini (nascido em 27 de janeiro de 1968) é um cientista americano e ex-professor de biologia do Instituto de Tecnologia de Massachusetts. De 2002 a 2021, ele foi membro do Instituto Whitehead de Pesquisa Biomédica. Ele também foi pesquisador do Instituto Médico Howard Hughes de 2008 a 2021 e foi eleito para a Academia Nacional de Ciências em 2016. Ele é conhecido por suas contribuições nas áreas de sinalização celular e metabolismo do câncer, principalmente pela co-descoberta do mTOR.
Em 2021 e 2022, Sabatini foi demitido do Instituto Médico Howard Hughes e renunciou a seus cargos no Instituto Whitehead e no Instituto de Tecnologia de Massachusetts, após alegações de assédio sexual. Sabatini nega as alegações.

## Biografia
David M. Sabatini nasceu e cresceu em Nova York, filho de David D. Sabatini e Zulema Sabatini, ambos imigrantes argentinos de Buenos Aires. Obteve seu B.S. na Universidade Brown, seguido por seu MD e seu PhD na Escola de Medicina Johns Hopkins, onde trabalhou no laboratório de Solomon H. Snyder. Ele ingressou no Instituto Whitehead em 1997, no mesmo ano em que se formou na Johns Hopkins. Em 2002, tornou-se professor assistente no MIT e membro do Instituto Whitehead. Ele foi promovido a professor titular em 2006.
O pai de Sabatini, David D. Sabatini, é biólogo celular e professor da Universidade de Nova York. Seu irmão mais novo, Bernardo L. Sabatini, é neurocientista e professor da Escola de Medicina de Harvard.
Sabatini é o fundador científico da Navitor, da Raze Therapeutics, e da KSQ Therapeutics.

### Alegações de má conduta sexual
Em abril de 2021, após um novo diretor do Instituto Whitehead, onde Sabatini trabalhava, ter iniciado uma pesquisa sobre assédio sexual, uma ex-aluna de pós-graduação do instituto apresentou alegações de assédio sexual contra ele.
Em agosto de 2021, após uma investigação das denúncias por um escritório de advocacia externo, Sabatini foi forçado a pedir demissão do Instituto Whitehead e foi demitido do Instituto Médico Howard Hughes, que havia financiado sua pesquisa. Sabatini nega que o comportamento alegado tenha sido assédio sexual, alega que a investigação foi tendenciosa e entrou com uma ação judicial por difamação contra o Instituto Whitehead, seu diretor e sua acusadora. Sua acusadora respondeu com uma contraprova, alegando que ele a coagiu a fazer sexo e que a atmosfera em seu laboratório era sexualmente carregada e tóxica.
O MIT colocou Sabatini em licença administrativa enquanto conduzia sua própria investigação. Essa investigação concluiu que Sabatini havia violado suas políticas sobre relacionamentos sexuais no local de trabalho, constatando que ele "se envolveu em um relacionamento sexual com uma pessoa sobre a qual tinha um papel de influência na carreira" e recomendou a revogação do cargo. Sabatini renunciou ao seu cargo no MIT em abril de 2022.
Em 2022, Sabatini estava sendo considerado para um cargo na Escola de Medicina Grossman da NYU. Após protestos significativos de alunos e de alguns professores sobre as alegações de assédio sexual, ele retirou seu nome da consideração.

### Financiamento independente e IOCB
Em fevereiro de 2023, Bill Ackman e um parceiro não identificado anunciaram US$ 25 milhões para financiar a pesquisa de Sabatini, embora não esteja claro se ele conseguiu encontrar uma instituição disposta a hospedar seu laboratório ou se um poderia ser construído de forma independente. Em novembro de 2023, Sabatini aceitou um cargo no Instituto de Química Orgânica e Bioquímica (IOCB) da Academia Tcheca de Ciências em Praga, e em abril de 2024 foi anunciado que o IOCB abriria uma filial em Boston, onde foi planejado que Sabatini passaria parte de seu tempo.

## Contribuições científicas
Como estudante de pós-graduação no laboratório de Solomon H. Snyder na Johns Hopkins, Sabatini começou a trabalhar para entender o mecanismo molecular da rapamicina, um antibiótico macrolídeo descoberto no solo da Ilha de Páscoa que tem propriedades antifúngicas, imunossupressoras e antitumorigênicas potentes. Embora os genes TOR/DRR tenham sido identificados em 1993 como conferindo resistência à rapamicina em leveduras de brotamento, o alvo direto da rapamicina e seu mecanismo de ação em mamíferos eram desconhecidos. Em 1994, Sabatini usou a rapamicina e seu parceiro de ligação FKBP12 para purificar a proteína mecanicista mTOR do cérebro de ratos, mostrando que ela era o alvo direto da rapamicina em mamíferos e o homólogo dos genes TOR/DRR da levedura.
Desde que iniciou seu próprio laboratório no Instituto Whitehead em 1997, Sabatini fez várias contribuições importantes para a compreensão da função, regulação e importância do mTOR em doenças como o câncer. Por exemplo, seu laboratório descobriu os complexos multiproteicos mTORC1 e mTORC2, a via Rag GTPase de detecção de nutrientes a montante da mTORC1, bem como os sensores diretos de aminoácidos Sestrin e CASTOR.

Via de sinalização mTOR.

Os interesses de pesquisa de Sabatini se expandiram nos últimos anos para incluir o metabolismo do câncer, bem como o desenvolvimento de tecnologia em torno do uso de telas genéticas de alto rendimento em células humanas, principalmente por meio do uso de RNA de interferência e do sistema CRISPR-Cas9.

## Prêmios e honrarias
- Prêmio Paul Marks de Pesquisa sobre o Câncer (2009)
- Prêmio NAS de Biologia Molecular (2014)
- Prêmio Lurie de Ciências Biomédicas (2017)
- Prêmio Louisa Gross Horwitz (2019)[34][35]
- Prêmios Fundação BBVA Fronteiras do Conhecimento (2020)
- Prêmio Nemmers em Ciências Médicas (2020)
- Prêmio Sjöberg da Academia Real das Ciências da Suécia (2020)[36]

## Publicações selecionadas
- Sabatini, DM (2017). «Twenty-five years of mTOR: Uncovering the link from nutrients to growth.». Proc Natl Acad Sci U S A. 114 (45): 11818–11825. Bibcode:2017PNAS..11411818S. PMC 5692607. PMID 29078414. doi:10.1073/pnas.1716173114
- Sabatini DM, Erdjument-Bromage H, Lui M, Tempst P, Snyder SH (1994). «RAFT1: a mammalian protein that binds to FKBP12 in a rapamycin-dependent fashion and is homologous to yeast TORs». Cell. 78 (1): 35–43. PMID 7518356. doi:10.1016/0092-8674(94)90570-3